# ディカリア

担子菌の有糸分裂サイクルで示される二核体。2つの核が別々の菌体から発生したことに注目

ディカリア (Dikarya) は、菌界 (Fungi) の一部分を構成する分類群（亜界 subkingdom）のひとつである。直訳すれば「二核の分類群」であるが、実際には、単純に「一個の細胞の中に二個の核を含む」ことを意味するのではなく、生活環の少なくとも一部において「おのおのが性的に異なる因子を有した二個（あるいはそれ以上）の核が、融合することなく一個の細胞の中に共存する」重相の世代を持つことを特徴とする。21世紀に入ってから提唱された概念であり、日本語としての訳語はまだ安定しておらず、「二核菌亜界」あるいは「重相菌亜界」などと訳される。
担子菌門 (Basidiomycota) と子嚢菌門 (Ascomycota) とを包含する。これに所属する菌類は、一般に二核体 (dikaryon) を形成する。これは菌糸または単細胞（いわゆる酵母など）の体制をとり、鞭毛を欠いている。従来の菌類の分類体系において藻菌類の名のもとに扱われてきた、古典的な呼称としての鞭毛菌類（ツボカビなどを含む）および接合菌類（ケカビなどを含む）は、ディカリアには含まれない。
「高等菌類」とも呼ばれることがあるが、従来は不完全菌として分類されてきた無性的増殖のみを行う（あるいは、無性世代のみしか発見されていない）分類群も含まれる
。
この2門は系統学的には同一起源のグループと考える研究者が多い。